# Askidiosperma
Askidiosperma  es un género con 12 especies de plantas herbáceas perteneciente a la familia Restionaceae. Es originario de Sudáfrica, en la Provincia del Cabo.

## Especies deAskidiosperma
- Askidiosperma alboaristatum (Pillans) H.Linder, Bothalia 15: 431 (1985).
- Askidiosperma alticola (E.Esterhuysen) H.P.Linder, Nordic J. Bot. 21: 198 (2001).
- Askidiosperma andreaeanum (Pillans) H.Linder, Bothalia 15: 431 (1985).
- Askidiosperma capitatum Steud., Flora 33: 229 (1850).
- Askidiosperma chartaceum (Pillans) H.Linder, Bothalia 15: 431 (1985).
- Askidiosperma delicatulum H.P.Linder, Nordic J. Bot. 21: 196 (2001).
- Askidiosperma esterhuyseniae (Pillans) H.Linder, Bothalia 15: 432 (1985).
- Askidiosperma insigne (Pillans) H.Linder, Bothalia 15: 432 (1985).
- Askidiosperma longiflorum (Pillans) H.Linder, Bothalia 15: 432 (1985).
- Askidiosperma nitidum (Mast.) H.Linder, Bothalia 15: 432 (1985).
- Askidiosperma paniculatum (Mast.) H.Linder, Bothalia 15: 432 (1985).
- Askidiosperma rugosum E.Esterhuysen, Bothalia 15: 432 (1985).